# Turicia-Film A. G. Zürich
Die Turicia-Film A. G. Zürich wurde 1924 gegründet. Die Produktionsfirma befasste sich mit der Herstellung von Industrie-, Werbe- und Dokumentarfilmen. 1930 eröffnete die Firma ihre Kulturfilm-Produktion unter der Devise «Der werbende Kultur-Tonfilm». Es entstanden u. a. die Filme Um den Piz Palü, Im Banne der Jungfrau, Arktische Sommertage im Herzen Europas, Gesunde Jugend und Von klassischen Stätten und romantischen Gestaden.
Für die Schweizerische Landesausstellung 1939 entstand der fünfteilige Dokumentarfilm Lebendige Schule und für den Verkehrspavillon der «Kultur-Tonfilm» Alpenblumen im schmelzenden Schnee. Das Theaterstück von Emil Balmer Der Glückshoger wurde 1941 verfilmt. Produziert wurde der Film von der Turicia-Film.
Die Filme wurden in der firmeneigenen Anlage entwickelt und mit entsprechenden Schneide-, Kopier- und Synchronisationsgeräten weiterverarbeitet.